# Abel Aubert du Petit-Thouars
Abel Aubert du Petit-Thouars ou também Abel Aubert Dupetit Thouars (Turquant, 7 de Agosto de 1793 --- Paris, 16 de Março de 1864) foi um alto oficial da marinha, botânico, explorador e político francês.

## Cronologia
- Em 1836 foi nomeado Capitão de Navio.
- Entre os anos de 1836 a 1839, comandando a fragata Venus, fez uma viagem em volta ao mundo com objetivos científicos, políticos e militares, tendo aportado no Rio de Janeiro onde permaneceu por curto tempo. Louis Jules Masselot, engenheiro militar e desenhista da expedição, fixou algumas cenas da cidade e costumes de seus habitantes.
- Em 1840, em consequência das suas viagens e explorações, publicou o livro Voyage autour du monde sur la frégate La Vénus pendant les années 1836-1839, na qual detalha as suas observações.
- Em 1841 é nomeado Contra-almirante e Comandante das Forças Navais na Oceania.
- E em 1842 estabeleceu o protetorado francês no Taiti, obtendo para a França a soberania do Arquipélago das Marquesas.
- Em 1846 foi nomeado Vice-almirante e a 6 de Agosto de 1855 é nomeado membro livre da Academia das Ciências Francesa.

## Abreviatura
A abreviatura A.Thouars emprega-se para indicar Abel Aubert du Petit-Thouars como autoridade na descrição e classificação científica dos vegetais. (Ver lista de spp. denominadas por este autor em IPNI)